# ムハンマド・アミーン
ムハンマド・アミーン（Muhammad Amin、生年不詳 - 1694年）は、今の中国西北部新疆ウイグル自治区にあったヤルカンド・ハン国のハン。

## 概要
ヤルカンド・ハン国第15代ハンのアブドゥッラシード・ハン2世の弟、同第14代ハンのイスマーイールの孫。
ムハンマド・アミーンはハンとしての権威を回復しようとして、外部の支援を求めた。 ムハンマド・アミーンは2度、トルファンのハンの名で清に朝貢し、1690年にはムガル帝国に使節を送った。翌年、ムハンマド・アミーンは使節をブハラ・ハン国のハンであるスブハーン・クリー・ハーンのもとに派遣した。 「国の支配権を獲得した」「清の異教徒（ジュンガルを意味する）」に対する助けを求めている。
1693年から1694年、ムハンマド・アミーンはジュンガルの首都イリに対して遠征軍を率い、30000人以上のカルムイク人またはオイラトを捕らえた。ムハンマド・アミーンは1694年のホージャ・アファークの信奉者による反乱の最中に倒され、殺された。